# 水口十
水口 十（みずぐち とお）は、日本の漫画家、イラストレーター。2020年より古森きりの小説『うちのお嬢様が破滅エンドしかない悪役令嬢のようなので俺が救済したいと思います。』のコミカライズを『マンガUP!』（スクウェア・エニックス）にて連載している。

## 略歴
- 2014年、5月に発売された現代のイラストレーター150名を紹介する書籍『ILLUSTRATION 2014』に掲載される[3]。
- 2015年、太田紫織の『櫻子さんの足下には死体が埋まっている』のコミカライズを『ヤングエース』（KADOKAWA）8月号より連載開始[4]。
- 2020年、古森きりによる小説家になろうの小説『うちのお嬢様が破滅エンドしかない悪役令嬢のようなので俺が救済したいと思います。』（スクウェア・エニックス）のコミカライズを『マンガUP!』にて連載開始[2]。

## 作品リスト

### 漫画
- 櫻子さんの足下には死体が埋まっている（原作：太田紫織、『ヤングエース』2015年8月号[4] - 2017年12月号、全2巻）
- うちのお嬢様が破滅エンドしかない悪役令嬢のようなので俺が救済したいと思います。（原作：古森きり、キャラクター原案：ももしき、『マンガUP!』[5]2020年[2]1月3日[6] - 2024年10月25日[7]、全3巻）

### イラスト
- 絶対城先輩の妖怪学講座（著：峰守ひろかず）

### その他
- 『少年と私の事情アンソロジー』（2017年3月、一迅社[8]） - イラスト[8]